# 무라비요프-아무르스키반도

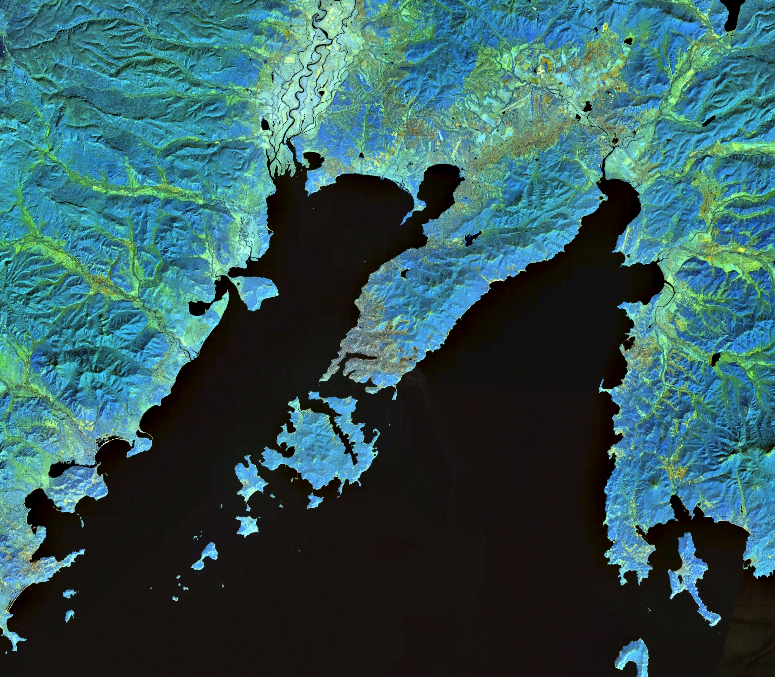
표트르대제만과 무라비요프-아무르스키반도

무라비요프-아무르스키반도(영어: The Muravyov-Amursky Peninsula, 러시아어: Полуостров Муравьёва-Амурского)는 표트르대제만 중앙에서 남쪽부터 북쪽으로 돌출되어 있는 반도이다. 동쪽으로 아무르만, 서쪽으로 우수리만을 나누고 있다. 길이는 약 30km이고, 너비는 12km이다. 끝부분에 블라디보스토크가 위치해 있다.

## 역사
역사적으로 무라비요프-아무르스키반도는 만주로 알려진 지역에 속했으며, 만주족의 일부가 된 여진족이 통치했으며, 이후 청나라가 중국의 통치자가 되었다. 19세기에 비공식적으로 ‘외만주’라고 알려진 지역은 1858년 〈아이훈 조약〉과 1860년 〈베이징 조약〉으로 청나라가 러시아 제국에 양도했다. 베이징 조약에 의해 양도된 땅에는 무라비요프-아무르스키반도가 포함되었다. 그리고 나중에 러시아에 의해 프리모르스키 변경주로 조직되었다. 러시아인들은 니콜라이 무라비요프아무르스키 백작의 이름을 따서 반도를 명명했다. 그는 러시아가 시베리아에서 태평양으로 확장하는 데 중요한 역할을 했다.

## 지리
반도의 길이는 약 30km, 너비는 12km로 표트르대제만을 서쪽으로 아무르만으로, 동쪽으로 우수리만으로 나눈다. 동보스포루스 해협은 반도 바로 남쪽에 있는 예브게니 군도의 최북단 섬인 루스키섬과 반도를 분리한다. 반도의 동쪽 해안에 있는 라주르나야만에는 모래해변이 있다. 